# Stephen Chmilar
Stephen Victor Chmilar (Lamont, Alberta, 24 de mayo de 1945-Stoney Creek, Ontario, 21 de diciembre de 2024) fue un prelado greco-católico ucraniano canadiense. Se desempeñó como obispo de la Eparquía de Toronto desde el 3 de mayo de 2003 hasta el 9 de noviembre de 2019.

## Biografía
Chmilar nació en una familia de greco-católicos de etnia ucraniana. Después de la educación escolar, se unió a la Orden de San Basilio el Grande, donde hizo la profesión solemne el 17 de noviembre de 1968. Entre 1966 y 1968 estudió en la Universidad de Ottawa, donde obtuvo una licenciatura en filosofía. Luego, entre 1968 y 1972, estudió en la Saint Paul University de Ottawa, donde obtuvo una licenciatura en teología. Fue ordenado sacerdote el 11 de junio de 1972.
Posteriormente, desempeñó diversos cargos pastorales, siendo párroco, director espiritual y director de los campamentos de verano cristianos en el Instituto Basiliano y otros Institutos eclesiásticos de Canadá. En 1991 dejó la Orden Basiliana y fue incardinado en la Eparquía de Toronto.
El 3 de mayo de 2003, Chmilar fue nombrado obispo por el Papa Juan Pablo II. El 23 de julio de 2003 recibió la consagración episcopal por parte del cardenal Lubomyr Husar, líder de la Iglesia greco-católica ucraniana.
Chmilar se jubiló el 9 de noviembre de 2019, antes de alcanzar el límite de edad de 75 años. Murió en la mañana del 21 de diciembre de 2024, a la edad de 79 años, en Stoney Creek, Ontario.